# جایزه ادبی کاستا
جایزه ادبی کاستا (انگلیسی: Costa Book Awards) یک جایزه ادبی است که هر ساله به بهترین (لذت بخش‌ترین) کتاب انگلیسی زبانی اهدا می‌شود که نویسنده آن ساکن بریتانیا یا جمهوری ایرلند باشد. این جایزه در سال ۱۹۷۱ با نام جایزه ویت‌برد بوک بنیان نهاده شد که در سال ۲۰۰۶ شرکت کاستا کافی که ارائه دهنده خدمات قهوه‌خانه‌های زنجیره‌ای در بریتانیا است، اعانت برگزاری این جشنواره ادبی را برعهده گرفت. این جشنواره در سال ۲۰۱۲ جایزه داستان کوتاه کاستا را نیز به فهرست جوایز خود اضافه کرد. در اهدای این جایزه بیشتر لذت بخش بودن داستان و موفقیت در انتقال این لذت بخشی به مخاطبان مد نظر است تا شایستگی ادبی محتوای داستان‌های برگزیده. این جایزه در پنج بخش (به‌علاوه یک بخش جداگانه) به آثار برتر سال اهدا می‌شود:
- رمان
- نخستین رمان (به نویسندگانی اهدا می‌شود که نخستین رمان خود را به چاپ رسانده باشند)
- کتاب کودک
- شعر
- زندگی‌نامه
- داستان کوتاه (بخش جداگانه)

سپس هر یک از پنج نویسنده برتر مبلغ ۵٬۰۰۰ پوند را به عنوان جایزه دریافت می‌کنند. پس از مشخص شدن برندگان این پنج بخش، در میان یکی از این بخش‌های برگزیده، جایزه ادبی کاستا سال به نویسنده منتخب اهدا می‌شود. مبلغ این جایزه ۲۵٬۰۰۰ پوند می‌باشد. همچنین به بهترین نگارنده داستان کوتاه سال مبلغ ۳٬۵۰۰ پوند جایزه اهدا می‌شود.